# Ilarion (Alfejev)
Ilarion (světským jménem: Grigorij Valerievič Alfejev; * 24. července 1966, Moskva) je ruský duchovní Ruské pravoslavné církve a emeritní metropolita budapešťský a maďarský.

## Život
Grigorij Valerijevič Alfejev se narodil 24. června 1966 v Moskvě. V letech 1972–1982 studoval hru na violu a klavír v moskevské škole Gněsinského, v letech 1983–1986 v Moskevské státní konzervatoři. V období 1984–1986 sloužil v sovětské armádě. V lednu roku 1987 se stal mnichem, v roce 1991 ukončil studia na Moskevské duchovní akademii.
V letech 1991–1993 studoval homiletiku, dogmatickou teologii, Nový zákon a byzantskou řečtinu v Moskevské duchovní akademii, v Teologickém institutu sv. Tichona a na Pravoslavné univerzitě sv. apoštola Jana.
V období 1993–1995 studoval na University of Oxford (UK) pod vedením biskupa Kallista Wareho. V roce 1995 dokončil disertaci na téma Sv. Symeon Nový Teolog a pravoslavná tradice, za niž obdržel titul doktora filosofie.

## Církevní činnost

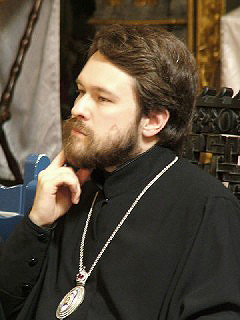
Ilarion Alfejev

V roce 1987 vstoupil do kláštera sv. Ducha v litevském Vilniusu, kde byl postřižen na mnicha, diákona i kněze v tomtéž roce. Přijal mnišské jméno Ilarion (Hilarion). Do roku 1991 působil v Litvě jako farní kněz.
V letech 1995–2001 působil jako zmocněnec mezikřesťanských vztahů Oddělení vnějších vztahů Moskevského patriarchátu. Rovněž přednášel v Rusku (Smolensk, Kaluga), Spojených státech (Saint Vladimir's Orthodox Theological Seminary, Saint Herman’s Orthodox Theological Seminary) a Velké Británii (Cambridge University).
Dne 27. prosince 2001 byl jmenován biskupem a 14. ledna 2002 vysvěcen patriarchou moskevským a vší Rusi Alexijem II.
Z funkce vikáře biskupu v surožské diecézi ve Velké Británii byl na žádost metropolity Antonije Surožského odvolán a 17. června 2002 jmenován vedoucím mise Ruské pravoslavné církve u evropských institucí v Bruselu.
Dne 7. května 2003 byl jmenován rovněž biskupem vídeňským a rakouským (s působností též v budapešťské diecézi a Maďarsku).
Dne 31. března 2009 byl jmenován biskupem volokolamským, vikářem Jeho Svatosti patriarchy moskevského a vší Rusi, vedoucím Oddělení vnějších církevních vztahů moskevského patriarchátu, a také stálým členem Svatého synodu RPC. Na velikonoční pondělí roku 2009 byl povýšen na arcibiskupa a 1. února 2010 povýšen do hodnosti metropolity.
Dne 7. června 2022 byl jmenován metropolitou budapešťským a maďarským.
Dne 25. července 2024 byl rozhodnutím Svatého synodu dočasně uvolněn z funkce správce eparchie po dobu práce Komise pro studium stavu věcí v budapešťsko-maďarské eparchii. Rozhodnutí bylo pravděpodobně ovlivněno obviněním ze sexuálního obtěžování vůči jeho kelejníkovi, stejně jako fotografické důkazy o tom, že vedl životní styl neslučitelný se statutem mnicha - plavba na jachtách, pořízení nemovitosti do osobního vlastnictví aj.
Dne 27. prosince 2024 byl Svatým synodem penzionován a jako místo pobytu mu byl určen chrám svatého Petra 
a Pavla v Karlových Varech.

## Vědecká činnost
Metropolita Ilarion je autorem více než 600 publikací, z nichž byla řada přeložena do cizích jazyků. Z nejdůležitějších knih zmiňme alespoň monografie věnované Izáku Syrskému, Řehoři z Nazianzu, byzantskému mystikovi Symeónu Novému Theologovi či dvousvazkové dílo věnované dějinám onomatodoxie a tzv. imjaslavským sporům na Athosu a v Rusku na přelomu 19. a 20. století. Do sedmi jazyků byl přeložen jeho úvod do pravoslavné dogmatiky. Za završení katechizačního úsilí autora lze považovat třídílné kompendium Pravoslaví, z něhož dosud vyšly dva objemné svazky.
Kromě vědecké hodnosti doktora filosofie z Oxford University je rovněž držitelem doktorátu z oblasti teologie, který získal v pařížském Pravoslavného institutu sv. Sergije (1999). V únoru 2005 byl zvolen privat-docentem Fribourské univerzity ve Švýcarsku.

## Hudební a skladatelské aktivity
Metropolita Ilarion Alfejev se rovněž věnuje vážné hudbě – jeho skladby Božská liturgie (Божественная Литургия), Celonoční bdění (Всенощное бдение), Vánoční oratorium (Рождественская оратория) a nejnověji též Umučení podle Matouše (Страсти по Матфею) byly s úspěchem provedeny v letech 2006–2009 mj. v Moskvě, Římě, New Yorku, Washingtonu, Torontu, Bostonu a Melbourne.

## Ekumenické aktivity
Jako člen komisí v rámci Světové rady církví se metropolita Ilarion výrazně profiluje i na poli ekumenickém, a to již od roku 1998. Je rovněž členem komise pro pravoslavno-katolický dialog, pravoslavno-anglikánský dialog a dialog mezi pravoslavím a reformovanými církvemi.
V září roku 2009 přijal pozvání kardinála Waltera Kaspera a navštívil papeže Benedikta XVI. a další významné představitele ekumenického dialogu v římskokatolické církvi. V roce 2010 pronesl na zasedání angikánských biskupů v Lambethském paláci řeč, v níž kritizoval návrhy svěcení ženských biskupů a tolerance homosexuality v některých anglikánských kruzích.

### V češtině
- Izák Syrský a jeho duchovní odkaz. Překlad Jaroslav Brož, Michal Řoutil. Červený Kostelec: Pavel Mervart, 2010. 384 s. (Pro Oriente; sv. 10). ISBN 978-80-87378-37-3.
- Kristus – Vítěz nad podsvětím. Téma sestoupení do pekel ve východokřesťanské tradici, přel. A. Čížek. Edice Pro Oriente, sv. 25. Červený Kostelec: Nakladatelství Pavel Mervart, 2013
- Mystérium víry. Uvedení do pravoslavné teologie, přel. A. Čížek. Edice Pro Oriente, sv. 35. Praha, Červený Kostelec: Nakladatelství Pavel Mervart, 2016.

### V ruštině
- Таинство веры. Введение в православное догматическое богословие. Moskva: Клин: Изд-во Братства Святителя Тихона, 1996
  - Druhé vydání – Клин: Фонд «Христианская жизнь», 2000
  - Třetí vydání – Клин: Фонд «Христианская жизнь», 2004
  - Čtvrté vydání – Клин: Фонд «Христианская жизнь», 2005
  - Páté vydání – Sankt-Petěrburg: Библиополис, 2007
  - Vydání šesté – Moskva: Эксмо, 2008. Vydání sedmé – Moskva: Эксмо, 2010
  - Vydání osmé – Moskva: Изд-во Московской Патриархии, 2012
- Отцы и учители Церкви III века. Антология. Т. 1-2. Moskva: Круглый стол по религиозному образованию и диаконии, 1996
- Жизнь и учение св. Григория Богослова. Moskva: Изд-во Крутицкого патриаршего подворья, 1998
  - Druhé vydání – Sankt-Petěrburg: Алетейя, 2001
  - Vydání třetí, opravené a doplněné – Moskva: Сретенский монастырь, 2007
- Духовный мир преподобного Исаака Сирина. Moskva: Изд-во Крутицкого патриаршего подворья, 1998
  - Druhé vydání – Sankt-Petěrburg: Алетейя, 2001
  - Třetí vydání – Sankt-Petěrburg: Алетейя, 2005
  - Čtvrté vydání – Sankt-Petěrburg: Изд-во Олега Абышко, 2008
  - Páté vydání, opravené – Sankt-Petěrburg: Изд-во Олега Абышко, 2010
- Преподобный Симеон Новый Богослов и православное Предание. Moskva: Изд-во Крутицкого патриаршего подворья, 1998
  - Druhé vydání – Sankt-Petěrburg: Алетейя, 2001. Třetí vydání – Sankt-Petěrburg: Издательство Олега Абышко, 2010
- Преподобный Исаак Сирин. О божественных тайнах и о духовной жизни. Новооткрытые тексты. Перевод с сирийского. Moskva: Изд-во «Зачатьевский монастырь», 1998
  - Druhé vydání – Sankt-Petěrburg: Алетейя, 2003
  - Třetí vydání – Sankt-Petěrburg: Издательство Олега Абышко, 2006
- Преподобный Симеон Новый Богослов. Главы богословские, умозрительные и практические. Перевод с греческого. Moskva: Изд-во «Зачатьевский монастырь», 1998
- Восточные Отцы и учители Церкви IV века. Антология. Т. 1-3. Moskva: Круглый стол по религиозному образованию и диаконии, 1998–1999
- Ночь прошла, а день приблизился. Проповеди и беседы. Moskva: Изд-во Крутицкого патриаршего подворья, 1999
- Православное богословие на рубеже эпох. Статьи, доклады. Moskva: Изд-во Крутицкого патриаршего подворья, 1999
  - Druhé vydání, doplněné – Киев: Дух і літера, 2002
- Преподобный Симеон Новый Богослов. «Прииди, Свет истинный». Избранные гимны в стихотворном переводе с греческого. Sankt-Petěrburg: Алетейя, 2000
  - Druhé vydání  – Sankt-Petěrburg: Издательство Олега Абышко, 2008
- Восточные Отцы и учители Церкви V века. Антология. Moskva: Круглый стол по религиозному образованию и диаконии, 2000
- Христос – Победитель ада. Тема сошествия во ад в восточно-христианской традиции. Sankt-Petěrburg: Алетейя, 2001
  - Druhé vydání  – Sankt-Petěrburg: Алетейя, 2005. Třetí vydání – Sankt-Petěrburg: Издательство Олега Абышко, 2009
- О молитве. Клин: Фонд «Христианская жизнь», 2001. Druhé vydání  – Клин: Фонд «Христианская жизнь», 2004
- Вы – свет мира. Беседы о христианской жизни. Клин: Фонд «Христианская жизнь», 2001
  - Druhé vydání  – Клин: Фонд «Христианская жизнь», 2004
  - Třetí vydání – Moskva: Эксмо, 2008
- Человеческий лик Бога. Проповеди. Клин: Фонд «Христианская жизнь», 2001
- Преподобный Симеон Новый Богослов. Преподобный Никита Стифат. Аскетические произведения в новых переводах. Клин: Фонд «Христианская жизнь», 2001
  - Druhé vydání – Sankt-Petěrburg: Издательство Олега Абышко, 2006
- Священная тайна Церкви. Введение в историю и проблематику имяславских споров. В двух томах. Sankt-Petěrburg: Алетейя, 2002
  - Druhé vydání  – Sankt-Petěrburg: Издательство Олега Абышко, 2007
- Во что верят православные христиане. Катехизические беседы. Клин: Фонд «Христианская жизнь», 2004
  - Druhé vydání  – Moskva: Эксмо, 2009
- Православное свидетельство в современном мире. Sankt-Petěrburg: Издательство Олега Абышко, 2006
- Православие. Том I: История, каноническое устройство и вероучение Православной Церкви. С предисловием Святейшего Патриарха Московского и всея Руси
- Алексия II. М: Сретенский монастырь, 2008.
  - Druhé vydání  – Moskva: Сретенский монастырь, 2009. Třetí vydání – Moskva: Сретенский монастырь, 2011
- Православие. Том II: Храм и икона, Таинства и обряды, богослужение и церковная музыка. Moskva: Сретенский монастырь, 2009
  - Druhé vydání – Moskva: Сретенский монастырь, 2010. Třetí vydání – Moskva: Сретенский монастырь, 2011
- Патриарх Кирилл: Жизнь и миросозерцание. Moskva: Эксмо, 2009
- Беседы с митрополитом Иларионом. Moskva: Эксмо, 2010
- Как обрести веру. Moskva: Эксмо, 2011
- Как прийти в Церковь. Moskva: Эксмо, 2011
- Главное таинство Церкви. Moskva: Эксмо, 2011
- Церковь открыта для каждого. Выступления и интервью. Минск: Белорусская Православная Церковь, 2011
- Праздники Православной Церкви. Moskva: Эксмо, 2012

### V angličtině
- St Symeon the New Theologian and Orthodox Tradition. Oxford: Oxford University Press, 2000
- The Spiritual World of Isaac the Syrian. Cistercian Studies No 175. Kalamazoo, Michigan: Cistercian Publications, 2000
- The Mystery of Faith. Introduction to the Teaching and Spirituality of the Orthodox Church. London: Darton, Longman and Todd, 2002
- Orthodox Witness Today. Geneva: WCC Publications, 2006
- Christ the Conqueror of Hell. The Descent into Hell in Orthodox Tradition. New York: SVS Press, 2009
- Orthodox Christianity. Volume One: The History and Canonical Structure of the Orthodox Church. New York: SVS Press, 2011

### Ve francouzštině
- Le mystère de la foi. Introduction à la théologie dogmatique orthodoxe. Paris: Cerf, 2001
- L’univers spirituel d’Isaac le Syrien. Bellefontaine, 2001
- Syméon le Studite. Discours ascétique. Introduction, texte critique et notes par H. Alfeyev. Sources Chrétiennes 460. Paris: Cerf, 2001
- Le chantre de la lumière. Initiation à la spiritualité de saint Grégoire de Nazianze. Paris: Cerf, 2006
- Le Nom grand et glorieux. La vénération du Nom de Dieu et la prière de Jésus dans la tradition orthodoxe. Paris: Cerf, 2007
- Le mystère sacré de l’Eglise. Introduction à l’histoire et à la problématique des débats athonites sur la vénération du Nom de Dieu. Fribourg: Academic Press, 2007
- L’Orthodoxie I. L’histoire et structures canoniques de l’Eglise orthodoxe. Paris: Cerf, 2009
- L’Orthodoxie II. La doctrine de l’Eglise orthodoxe. Paris: Cerf, 2012

### V italštině
- La gloria del Nome. L’opera dello schimonaco Ilarion e la controversia athonita sul Nome di Dio all’inizio dell XX secolo. Edizioni Qiqajon. Bose, Magnano, 2002
- La forza dell’amore. L’universo spirituale di sant’Isacco il Syro. Bose: Qiqajon, 2003
- Cristo Vincitore degli inferi. Bose: Qiqajon, 2003

### V němčině
- Geheimnis des Glaubens. Einführung in die orthodoxe dogmatische Theologie. Aus dem Russischen übersetzt von Hermann-Josef Röhrig. Herausgegeben von Barbara Hallensleben und Guido Vergauwen. Universitätsverlag Freiburg Schweiz, 2003
  - 2. Ausgabe – Fribourg: Academic Press, 2005

### V řečtině
- Άγιος Ισαάκ ο Σύρος. Ο πνευματικός του κόσμος. Αγιολογική Βιβλιοθήκη, αρ. 17. Εκδόσεις ΑΚΡΙΤΑΣ. Αθήνα, 2005
- Το μυστήριο της Πίστης. Εκδόσεις ΕΝ ΠΛΩ. Αθήνα, 2011

### V srbštině
- Тајна вере: увод у православно догматско богословље. Превод са руског Ђорђе Лазаревић; редактор превода Ксенија Кончаревић. Краљево: Епархијски управни одбор Епархије жичке, 2005
- Ви сте светлост свету. Беседе о хришћанском животу. Са рускоі превео Никола Стојановић. Редактура превода проф. др Ксенија Кончаревић. Краљево, 2009
- Живот и учење светог Григорија Богослова. Превод Никола Стојановић. Редактура превода др Ксенија Кончаревић, проф. Краљево, 2009
- Христос Победитељ ада. Тема силаска у ад у источно-хришћанском предању. Са руског превела: Мариjа Дабетић. Крагуjевац, 2010

### Ve finštině
- Uskon mysteeri. Johdatus ortodoksiseen dogmaattiseen teologiaan. Ortodoksisen kirjallisuuden julkaisuneuvosto. Jyväskylä, 2002

### V maďarštině
- A hit titka. Bevezetés az Ortodox Egyház teológiájába és lelkiségébe. Magyar Ortodox Egyházmegye, 2005

### V polštině
- Mysterium wiary. Wprowadzenie do prawosławnej teologii dogmatycznej. Warszawska Metropolia Prawosławna, 2009

### V rumunštině
- Hristos, biruitorul iadului. Coborarea la iad din perspectiva teologica. Bucureşti: Editura Sophia, 2008
- Sfantul Simeon Noul Teolog si traditia ortodoxa. Bucureşti: Editura Sophia, 2009

### V japonštině
- イラリオン・アルフェエフ著、ニコライ高松光一訳『信仰の機密』東京復活大聖堂教会（ニコライ堂） 2004年

### V čínštině
- 正教導師談祈禱卅二講 貝 伊拉里翁總主教 電視演講， 愛西里爾 譯 2009 年

### V ukrajinštině
- Таїнство віри: Вступ до православного богослов’я. Київ, 2009

### V makedonštině
- Тајната на верата. Вовед во православното догматско богословие. Скопје, 2009

### Ve švédštině
- Trons mysteriu Moskva En introduktion till den ortodoxa kyrkans troslära och andlighet. Stockholm: Artos & Norma Bokförlag, 2010

## Hudební díla
- Čtyři poemy od Federica Garcíi Lorcy – pro zpěv a klavír (1984)
- Božská liturgie – pro smíšený sbor (2006)
- Celonoční bdění – pro sólisty a smíšený sbor (2006)
- Umučení svatého Matouše – pro sólisty, orchestr a smíšený sbor (2006)
- Vánoční oratorium – pro sólisty, symfonický orchestr a smíšený sbor 2007)
- Memento – pro symfonický orchestr (2007)
- Písně vzestupu. Symfonie na motivy žalmů – pro sbor a orchestr (2008)